# John Holmes (pornoster)
John Holmes, ook wel bekend als John C. Holmes of Johnny Wadd, echte naam John Curtis Estes, (Ashville (Ohio), 8 augustus 1944 - Sepulveda (Californië), 13 maart 1988) was een Amerikaanse pornoster.
Gedurende de jaren 70 was hij de grootste mannelijke ster van de porno-industrie. Holmes speelde in meer dan 2500 pornofilms, totdat hij eind jaren 70 verslaafd raakte aan drugs. Het dieptepunt was zijn betrokkenheid bij de brute viervoudige moord in een huis aan Wonderland Avenue in Los Angeles.

## Jeugd
Na een moeilijke jeugd - zijn vader verliet het gezin toen Holmes 3 jaar was en zijn verschillende stiefvaders waren alcoholisten en sloegen hem - meldde Holmes zich op 16-jarige leeftijd aan bij het Amerikaanse leger. Tijdens zijn tijd in het leger heeft hij drie jaar in Duitsland gediend. Nadat hij uit het leger kwam verhuisde hij naar Los Angeles alwaar hij verschillende baantjes, waaronder ambulancechauffeur en prostitué, heeft gehad. Hij trouwde in het voorjaar van 1965 met de verpleegkundige Sharon Gebenini.
De volgende drie jaar leefden zij een rustig leven. Tijdens een baantje als heftruckchauffeur in een vleesvrieshuis liep hij een longontsteking op. Om te herstellen bezocht hij onder andere een sauna in Gardena alwaar hij opviel om zijn grote penis. Het was daar waar een andere bezoeker hem aanmoedigde om in de seksindustrie te gaan werken. De grootte van Holmes' geslachtsdeel is altijd een bron van mythevorming geweest. De beweringen lopen uiteen van 25 tot 40 centimeter (tussen de 10" en 14½"). Wel was bekend dat Holmes nooit een volle erectie kon krijgen.

## Porno-industrie
In het begin, eind jaren 60, poseerde Holmes alleen nog maar voor pornoblaadjes en 8mm-filmpjes. Later werd hij ook voor grotere producties gevraagd.
In 1973 was zijn naam in de porno-industrie inmiddels zo gevestigd dat producers een pornoserie maakten met Holmes in de hoofdrol. In die serie speelde hij John Wadd, een privédetective, waarmee hij meer dan 3000 dollar per dag verdiende. Inmiddels was Holmes verslaafd geraakt aan cocaïne wat zijn prestaties op de set geen goed deed.
Alhoewel Holmes beweerde met 14000 vrouwen seks te hebben gehad had hij ook nog een seksueel privéleven. Tussen 1975 en 1981 had hij een relatie met Julia St. Vincent die hij had ontmoet op de set van "Liquid Lips". Vanaf 1976 had hij daarnaast een relatie met de 15-jarige Dawn Schiller. In 1983 ontmoette Holmes op een set in San Francisco Laurie Rose (artiestennaam Misty Dawn) met wie hij in januari 1988 in Las Vegas trouwde.

## Wonderland Avenue moorden
In de jaren 80 was John totaal aan lager wal geraakt. Hij gebruikte veel drugs en werd nauwelijks meer gevraagd voor pornofilms. In die periode prostitueerde hij zichzelf en zijn vriendin Dawn. Ook pleegde hij diefstallen en roofovervalletjes. Zijn betrokkenheid bij de Wonderland moorden brachten hem terug in de publiciteit. Holmes zou een drugsbende die op Wonderland Avenue verblijf hield een tip hebben gegeven om de nachtclubeigenaar Eddie Nash te beroven. Na de overval werden ze zelf overvallen en vermoord. Holmes zou de bende verraden hebben.

## Dood
Holmes had vaak seks zonder voorbehoedsmiddelen. In 1986 – zo'n vijf tot zes maanden nadat een eerdere hiv-test nog negatief was – werd het hiv-virus wel bij hem geconstateerd. Desondanks trad hij nog in een paar pornofilms op, hoewel hij wist dat hij zijn tegenspeelsters aan het dodelijke virus blootstelde. In zijn memoires schrijft Holmes dat hij een uitnodiging voor een Europese film aannam omdat hij "nog een keer de heuvels in Italië wilde zien".
Een maand na zijn huwelijk met Laurie Rose werd Holmes opgenomen in het V.A. Hospital in Sepulveda. Op dat moment was de ooit gevierde porno-ster nog maar een schaduw van zichzelf. Hij woog amper 45 kg. In het ziekenhuis werd Holmes nog bezocht door rechercheurs, die hoopten op een bekentenis in de zaak van de Wonderland-moorden. Maar volgens zijn vrouw Laurie deed Holmes alsof hij totaal versuft was door de morfine die hij toegediend kreeg, zodat ze geen zinnig woord uit hem kregen.
Indertijd beschikte men nog niet over effectieve hiv-remmers en was de progressie van hiv-infecties aanmerkelijk sneller. Op zaterdag 13 maart 1988 stierf John Holmes op 43-jarige leeftijd aan de (complexe) gevolgen van aids. Zijn lichaam werd gecremeerd en zijn as werd verstrooid langs de kust van Californië.

## Filmografie (selectie)
| - Sex and the Single Vampire (1970) - Gang Bang (1970) - Johnny Wadd (1971) (as Johnny Wadd) - Long John (1971) - Superstud (1971) - Flesh of the Lotus (1971) (as Johnny Wadd) - Tropic of Passion (1973) (as Johnny Wadd) - Helen Bedd (1973) - Oriental Sex Kitten (1975) - Puss*O*Rama (1975) - Confessions of a Teenage Peanut Butter Freak (1976) - Tell Them Johnny Wadd Is Here (1976) (as Johnny Wadd) - Liquid Lips (1976) (as Johnny Wadd) - The Autobiography of a Flea (1976) - Tapestry of Passion (1976) - Teenage Cruisers (1977) - Eruption (1977) - Cream Rinse (1977) - Hard Soap, Hard Soap (1977) | - The Jade Pussycat (1977) (as Johnny Wadd) - The Erotic Adventures of Candy (1978) - The China Cat (1978) (as Johnny Wadd) - Blonde Fire (1978) (as Johnny Wadd) - The Senator's Daughter (1979) - Anal Ultra Vixens (1979) - California Gigolo (1979) - Extreme Close Up (1979) - Taxi Girls (1979) - Sweet Captive (1979) - Sweet Cheeks (1980) - John Holmes and the All Star Sex Queens (1980) - Prisoner of Paradise (1980) - Rockin' with Seka, or Seka's Cruise (1980) - Insatiable (1980) - Aunt Peg (1980) - Insatiable (1980) - Aunt Peg's Fulfillment (1981) - Exhausted (1980) | - Balling for Dollar$ (1980) - Honey Throat (1980) - Let Me Count the Lays (1980) - Up 'n Coming (1983) - Nasty Nurses (1983) - The Private Pleasures of John C. Holmes, (gay movie) (1983) - California Valley Girls (1983) - Backdoor Romance (1984) - Girls on Fire (1984) - The Grafenberg Spot (1985) - Looking for Mr. Goodsex (1985) - Dickman and Throbbin (1985) - Cumshot Revue (1985) - Backdoor Brides (1986) - The Return of Johnny Wadd (1986) (as Johnny Wadd) - Rockey X (1986) - The Rise of the Roman Empress (1986) - The Devil in Mr. Holmes (1986) - Saturday Night Beaver (1986) |

- Biblioteca Nacional de España: XX1571462
- Bibliothèque nationale de France: cb13979633c (data)
- Gemeinsame Normdatei: 139347976
- International Standard Name Identifier: 0000 0000 7693 0838
- Library of Congress Control Number: n2007009800
- Istituto Centrale per il Catalogo Unico: UBOV675700
- SNAC: w6p02966
- Virtual International Authority File: 90731161
- WorldCat: E39PBJgRQTKqR4DMHH3xqvdJDq